# تدريب باليستي

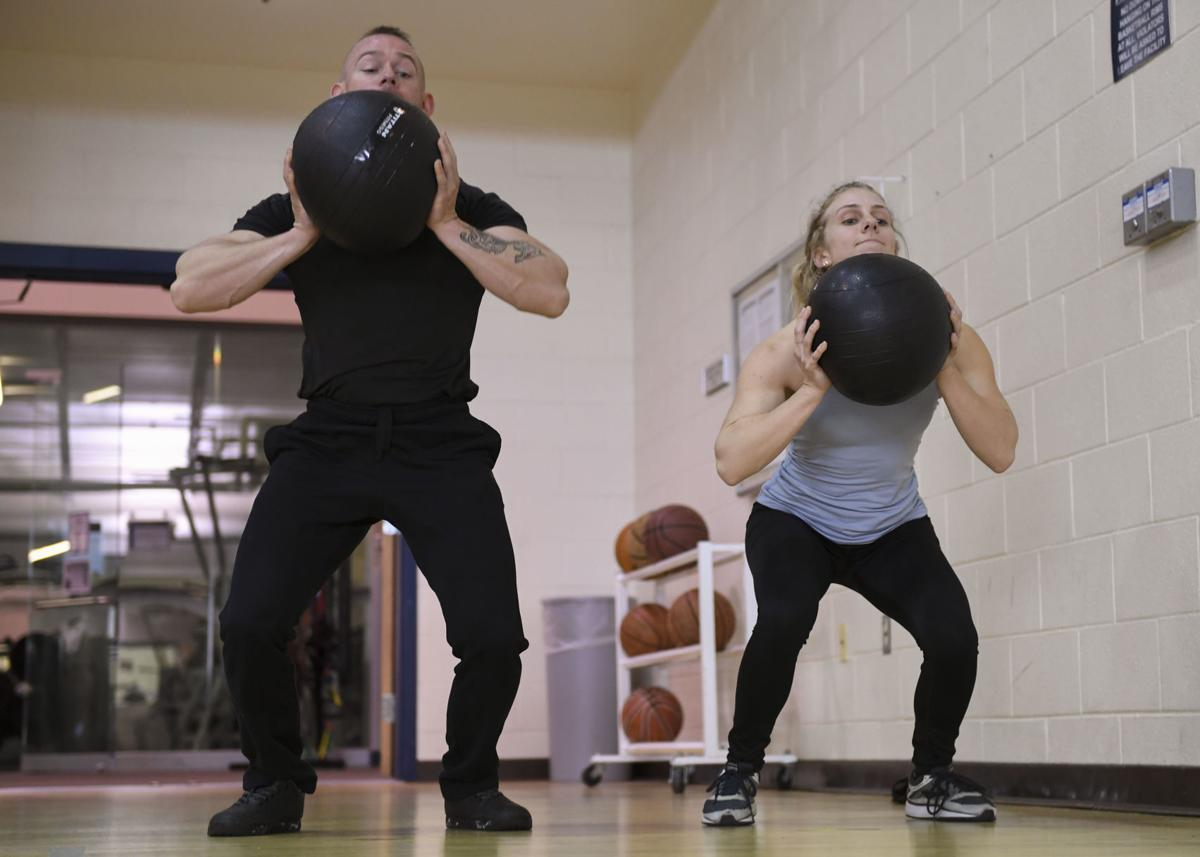
يتكون التدريب الباليستي من رمي الكرات الطبية. لاحظ وضعية الانحناء التحضيرية التي تهيئ الساقين والجذع، مما يساعد على زيادة قوة الرمية.

التدريب الباليستي (بالإنجليزية: Ballistic training)‏ يُعرف أيضًا باسم تدريب التسارع التعويضي، هو نوع من أنواع التدريب الذي يستخدم تمارين تهدف إلى تسريع القوة عبر نطاق الحركة بالكامل، وهو شكل من أشكال تدريب القوة يمكن أن يشمل رمي الأوزان، أو القفز بالأوزان، أو تأرجح الأوزان لزيادة القوة الانفجارية.
يهدف التدريب الباليستي الى تعظيم مرحلة التسارع في حركة الجسم وتقليل مرحلة التباطؤ، على سبيل المثال يؤدي رمي كرة طبية إلى تعظيم تسارع الكرة ويمكن مقارنة هذا بنموذج تدريب الأثقال القياسي، حيث توجد مرحلة تباطؤ واضحة عند نهاية التكرار في تمرين الضغط على المقعد، يُحرك قضيب الحديد ببطيء وإيقافه في نهاية الحركة، علاوة على ذلك عند قيام الرياضي بالقفز أثناء حمل القضيب الحديدي، فإنه يزيد من تسارع الوزن من خلال عملية حمله خلال القفز، بينما يحدث تباطؤ عند نهاية رفع قضيب الحديد القياسي.